# Vlinderbaan
De Vlinderbaan is een attractie in Sybrandy's Speelpark en is gemaakt door Sunkid Heege. De attractie is een pendelschommel en wordt ook aangeduid als een kleine shuttle-achtbaan.

## Geschiedenis
De attractie werd in 1992 geopend als De Vlinderbaan in Sybrandy's Speelpark op de locatie in Rijs. Daar bleef de attractie operationeel totdat het park ermee ophield in augustus 2019. De kleine achtbaan verhuisde na de doorstart in 2020 mee naar de locatie in Oudemirdum.

## Beschrijving attractie
De Vlinderbaan is een kleine achtbaan van het model Butterfly standaard, geschikt voor kinderen en volwassenen. De baan heeft een hoogte van 6,1 meter en een lengte van 21 meter. Er nemen twee bezoekers plaats in het karretje dat heen en weer schommelt over de U-vormige rails en bereikt een maximumsnelheid van 40 km/u.
Het karretje is versierd met vlindermotieven en bieden plaats aan maximaal twee personen.